# برانج (إزار)
برانج هي بلدية في إزار في جنوب شرق فرنسا.